# 更改
更改（こうかい）とは、当事者が従前の債務に代えて、債務の要素の異なる新たな債務を発生させる契約をして、従前の債務を消滅させる行為（民法513条）。
- 民法について、以下では、条数のみ記載する。

## 概説
法制上、更改は債権譲渡や債務引受が認められなかった時代には重要な作用を営んでいた。しかし、債権譲渡や債務引受が認められる法制においては重要な作用を営まないようになる。ドイツ民法は更改の規定を置いていない。日本の民法はフランス民法にならい更改の規定を置いている。しかし、日本の社会においても更改が行われる例は少ない。
なお、日常用語ではプロ野球選手の「契約更改」のように契約の更新を更改と呼ぶことがあるがこれは民法上の更改とは異なる。

## 債権譲渡等との比較
更改は以下の点で、債権譲渡、代物弁済、準消費貸借と区別される。

### 債権譲渡
債権者の交替による更改と債権譲渡は債権者が変更される点は同じであり、債務者の交替による更改と免責的債務引受は債務者が変更される点は同じであり、目的の変更による更改は（実務上しばしば用いられる、債権の同一性を変更する意思のない）変更契約とは、債権の目的が変更される点は同じであるが、いずれも、更改においては新債権と旧債権の同一性がないのに対して後者においては債権の同一性がある点で区別される。

### 代物弁済
代物弁済とは、弁済以外の債権の消滅原因であり、かつ、債権者が何らかの対価を取得する点は同じであるが、何らかの代替的な給付がなされるわけではなく新たな債権が発生する点において、更改と、代替的な給付がなされて新たな債権が発生することのない代物弁済とは区別される。

### 準消費貸借
金銭その他の物を給付する義務を負う者がある場合において、当事者がその物を消費貸借の目的とすることを約したときは、消費貸借は、これによって成立したものとみなされ（準消費貸借）、これも更改とは区別される。

## 更改の類型
2017年の改正前の513条1項は「債務の要素」とだけ定めていたが、規律内容を明確化するため、2017年改正の民法（2020年4月法律施行予定）で従前の給付の内容について重要な変更をしたもの、従前の債務者が第三者と交替したもの、従前の債権者が第三者と交替したものの3種類に具体化された。
なお、過去の法改正で必ずしも更改には当たらないと解されるものが除外されている。
- 「債務ノ履行二代ヘテ為替手形ヲ発行スル」場合も債務の要素の変更にあたると規定されていたが、更改の性質からも手形の性質からも理に反するものと批判され、通説では手形の発行は「履行のために」なされるもので、「履行に代えて」発行される場合は代物弁済と解されていたため、平成16年改正により削除された[3]。
- 2017年の改正前の513条2項は、条件付債務を無条件債務にしたとき、無条件債務に条件を付したとき、債務の条件を変更したときは債務の要素の変更に当たるとされ、その債務は更改によって消滅するものとされていた。しかし、これらの契約の変更が必ずしも契約の更改を意図しているとは限らず、裁判例にも適用事例が見当たらないことから2017年改正の民法（2020年4月法律施行予定）で削除された[2]。

### 給付内容についての重要な変更による更改
従前の給付の内容についての重要な変更による更改である（513条1号）。

### 債務者の交替による更改
従前の債務者の第三者との交替による更改である（513条2号）。債務者の交替による更改は債権者と更改後の債務者との契約によってすることができる（514条1項）。
2017年の改正前の514条ただし書は、更改前の債務者の意思に反するときは債務者の交替による更改はできないとしていた。2017年改正の民法（2020年4月法律施行予定）では債務者の交替による更改と類似の効果をもつ免責的債務引受と規律内容を合わせるため、債務者の意思にかかわらず債務者の交替による更改を行うことが可能となった。
債務者の交替による更改後の債務者は、更改前の債務者に対して求償権を取得しない（514条2項）。免責的債務引受と規律内容を合わせる趣旨で、2017年改正の民法（2020年4月法律施行予定）で新設された。

### 債権者の交替による更改
従前の債権者の第三者との交替による更改である（513条3号）。
債権者の交替による更改は、更改前の債権者、更改後に債権者となる者及び債務者の契約によってすることができる（515条1項）。2017年改正の民法（2020年4月法律施行予定）で、債権者の交替による更改は、旧債権者、新債権者及び債務者の三者間合意を要件とすることが明文化された。
債権者の交替による更改は、確定日付のある証書によってしなければ、第三者に対抗することができない（515条2項、旧1項を2項に繰り下げ）。
なお、2017年の改正前の旧516条は、債権者の交替による更改に、異議を留めない承諾（旧468条1項）を準用し（旧516条）、債務者が異議をとどめないで承諾をしたときは、旧債権者に対抗することができた事由があっても、これをもって新債権者に対抗することができないとされていた（旧468条1項前段）。しかし、2017年改正の民法（2020年4月法律施行予定）で旧468条1項が削除されたのに伴って旧516条も削除された。

## 更改の効果

### 旧債務の消滅と新債務の成立
更改によって旧債務は消滅しこれと同一性のない新債務が成立する（513条1項）。
旧債務の消滅と新債務の成立は因果関係を有するから、旧債務が元々存在しない場合には更改契約は無効である。
なお、2017年の改正前の旧517条は「更改によって生じた債務が、不法な原因のため又は当事者の知らない事由によって成立せず又は取り消されたときは、更改前の債務は、消滅しない」と規定し（517条）、この規定から例外的に新債務が不法の原因以外の当事者の知っていた事由によって成立せず又は取り消された場合でも旧債務は消滅するとされていた（旧517条反対解釈）。
しかし、2017年改正の民法（2020年4月法律施行予定）で債権者の免除の意思の有無は個別の事案ごとに判断すべきとされ旧517条は削除された。
旧債務で存在した抗弁権も新債務には伴わない（大判大2・10・10民録19輯764頁）。

### 更改後の債務への担保の移転
更改により旧債務は消滅するので旧債務のために存在していた人的担保や物的担保はすべて消滅する。ただし、質権及び抵当権については518条に特則があり、債権者（債権者の交替による更改にあっては、更改前の債権者）は、更改前の債務の目的の限度において、その債務の担保として設定された質権又は抵当権を更改後の債務に移すことができる（518条1項本文）。
2017年の改正前の旧518条は「更改の当事者」と規定していたが、2017年改正の民法（2020年4月法律施行予定）で債権者が単独で担保を移転できるとされた。ただし、第三者がこれを設定した質権や抵当権の場合には、その承諾を得なければならない（518条1項ただし書）。
前項の質権又は抵当権の移転は、あらかじめ又は同時に更改の相手方（債権者の交替による更改にあっては、債務者）に対してする意思表示によってしなければならない（518条2項）。更改の時点で旧債務とともに担保権も消滅してしまうため、2017年改正の民法（2020年4月法律施行予定）であらかじめ又は更改と同時に意思表示することが必要とされた。ただし、第三者がこれを設定した質権や抵当権場合には、その承諾を得なければならない（518条1項ただし書）。
なお、債権者の交替の場合について定めた旧516条は、2017年改正の民法（2020年4月法律施行予定）で旧468条1項が削除されたのに伴って削除された。

### 連帯債務における更改
更改は連帯債務の絶対的効力事由の一つである。連帯債務者の一人と債権者との間に更改があったときは、債権は、すべての連帯債務者の利益のために消滅する（438条、2017年改正の民法で旧435条から繰り下げ）。90万円の連帯債務の場合、連帯債務者A・B・CのうちAが債権者Dと自動車の引渡債務に債務の目的を更改したときには、特約がない限りこれによってBとCも債務を免れる（AはBとCのそれぞれの負担部分に応じて求償できる）。438条（旧435条）は当事者間の法律関係の決済を簡易にする趣旨あるいは当事者の意思を推測した規定であるが、債権の消滅を容易にして債権の効力を弱める結果となるため、債権の効力を強めるはずの連帯債務の本来の要請に反するという批判がある。なお、438条（旧435条）は任意規定であるから更改当事者間の特約で相対的効力とすることもできる（通説）。